# Pijnacker
Pijnacker è una località olandese situata nel comune di Pijnacker-Nootdorp, nella provincia dell'Olanda meridionale.
Nel 2002 il comune autonomo è stato unito a Nootdorp nel nuovo comune di Pijnacker-Nootdorp.